# Psoralea restioides
Psoralea restioides är en ärtväxtart som beskrevs av Christian Friedrich Frederik Ecklon och Carl Ludwig Philipp Zeyher. Psoralea restioides ingår i släktet Psoralea och familjen ärtväxter. Inga underarter finns listade i Catalogue of Life.